# Penáguila
Penáguila (en valenciano y oficialmente Penàguila) es un municipio español de la Comunidad Valenciana, situado en el norte de la provincia de Alicante, en la comarca de la Hoya de Alcoy.

## Geografía
Situado al pie de la Sierra de Penáguila, en el dominio prebético valenciano, el municipio se extiende desde el Ull del Morro (1050 m s. n. m.), al oeste, hasta el alto de la Creueta, al este, formando parte de las vertientes septentrionales de la Sierra de Aitana y abierto hacia la fosa de Alcoy. El término lo atraviesa el río de Frainos o de Penáguila, al este de la villa, que desemboca en el Serpis o río de Alcoy cuando este llega a Cocentaina.
Se comunica, a través de la CV-70 que enlaza con la autovía A-7, con Alicante y Valencia.

### Localidades limítrofes
Penáguila limita con los términos municipales de:
- Alcoy y de Benifallim en la comarca de la Hoya de Alcoy.
- Cocentaina, Benilloba, Gorga, Benasau y Alcolecha en la comarca del Condado de Cocentaina.
- Relleu y Sella en la comarca de la Marina Baja.
- y Torremanzanas en la comarca de Campo de Alicante.

## Historia
Existe un error etimológico en el nombre de Penaguila que debería de ser corregido o darse a conocer. Su nombre original es Benaguila y es musulmán como las localidades colindantes. Es sabido que en la lengua árabe no existe la letra "P" y al transcribir su nombre paso de Benaguila a Penaguila.
Existe un documento escrito en que se menciona "Benaguila", corresponde al documento relativo a Jaume I, fechado en 1269-1270 que nombra las siguientes localidades: "Fidelibus suis universis hominibus de Alcoy, de Agres, de Perpuxent, de Travadel, de Benaguila et de Cocentaina; saludamos et te graciamos."
Documento publicado por Ricard Banyó y Armiñana en la Revista del Instituto de Estudios Alicantinos, 29, enero - abril 1980.
En documento fechado en Cocentaina, 18 de junio de 1258, Jaime I dio Penáguila a Jimeno Pérez de Orís, infanzón de Aragón.
El 8 de abril de 1276, Jaime I prometía a Berenguer de Lacera, alcalde del castillo de Penáguila, repartir las tierras del mismo a los hombres que custodiaran la fortaleza. El 26 de septiembre de 1278, Pedro III otorgaba carta puebla al lugar de Penáguila. En 1338, Pedro el Ceremonioso ordenaba la fortificación del castillo. Durante los siglos XV y XVI el señorío perteneció a la familia de los Fenollar, pasando después a formar parte de la corona. Penáguila fue villa real con derecho a voto en las cortes.
De forma contraria a otros lugares de la zona, Penáguila estaba formada por población mayoritariamente cristiana, por ello el decreto de expulsión de los moriscos, en 1609, no le supuso un quebranto demográfico de importancia: las 200 casas registradas antes de la expulsión quedaron reducidas a 145, lo que no supuso una pérdida excesiva.
Penáguila perteneció hasta 1707 a la Gobernación de Játiva; posteriormente, y hasta 1833, formó parte del Corregimiento de Alcoy. Con la división provincial de 1833 quedó incluida dentro de la provincia de Alicante.

## Geografía humana

### Demografía
Cuenta con una población de 293 habitantes (INE 2024).
| Gráfica de evolución demográfica de Penáguila entre 1842 y 2021                                                       |
| |
| Población de derecho según los censos de población del INE. Población de hecho según los censos de población del INE. |

### Economía
Un poco más de la mitad de la superficie municipal es terreno de cultivo (54 %), la otra mitad es terreno forestal (46 %). El terreno de cultivo prácticamente es todo de secano (2480 ha), donde predomina el olivo (más de 1400 ha); también hay almendro (365 ha) y en menor cuantía superficies de árboles frutales (melocotones, ciruelas, manzanas). El regadío es mínimo (41 ha) y está dedicado a cultivos hortícolas y gran variedad de frutales. Las actividades agrarias están organizadas en la Cooperativa de agricultores y ganaderos Virgen del Patrocinio.

## Administración y política
El actual alcalde del municipio es Salvador Català Picó de PSPV-PSOE.
| Elecciones municipales del 26 de mayo de 2019 |         |                      |       |         |            |            |
| Partido                                       | Partido | Candidato            | Votos | Votos   | Concejales | Concejales |
| PSPV-PSOE                                     |         | Salvador Catalá Picó | 94    | 46,07 % | 4          | 1          |
| Partido Popular                               |         | Paula Picó Cerdá     | 88    | 43,13 % | 3          | 1          |
| Fuente: Ministerio del Interior (España).     |         |                      |       |         |            |            |

| Periodo   | Nombre                     | Partido   |
| --------- | -------------------------- | --------- |
| 1979-1983 | Juan José Gisbert Doménech | UCD       |
| 1983-1987 | Juan José Gisbert Doménech | AP        |
| 1987-1991 | Enrique Picó Gisbert       | PSPV-PSOE |
| 1991-1995 | Enrique Picó Gisbert       | PSPV-PSOE |
| 1995-1999 | Enrique Picó Gisbert       | PSPV-PSOE |
| 1999-2003 | Enrique Picó Gisbert       | PSPV-PSOE |
| 2003-2007 | Enrique Picó Gisbert       | PSPV-PSOE |
| 2007-2011 | Josep Blanes Bonet         | PSPV-PSOE |
| 2011-2015 | Carlos Blanes Gisbert      | PP        |
| 2015-2019 | Joaquín Ballart Doménech   | PVV       |
| 2019-2023 | Salvador Català Picó       | PSPV-PSOE |

### Blasonamiento
Escudo cuadrilongo de punta redonda. En campo de plata una peña del natural sumada de un águila de sable. En jefe, escusón con las armas reales de Valencia: de oro cuatro palos de gules. Por timbre, corona real abierta (Resolución de 9 de septiembre de 2002 del Conseller de Justicia y Administraciones Públicas por la que se rehabilita el escudo histórico de uso inmemorial del Ayuntamiento de Penáguila, DOGV núm. 4.347, de 1 de octubre de 2002).

## Monumentos y lugares de interés
- Alineación Solar del Arco de Santa Lucía, la tradición local cuenta que en el día de Santa Lucía, 13 de diciembre del santoral, el sol penetra por el Arco de Santa Lúcia iluminando parte del pueblo. Recuerdan, además, que esos rayos de Sol eran capaces de favorecer la fertilidad y concepción de las mujeres que quedaran expuestas a ellos. No obstante, a través del estudio del Doctor José Lull, hemos descubierto que la alineación se produce todos los días desde el 13 de diciembre hasta el 29 de diciembre sobre las 15,50 h. El punto de observación se encuentra en la Avda. País Valencià.[6]
- Castillo de Penáguila, restos de una fortaleza árabe del siglo VIII construida sobre restos romanos, que fue objeto de reformas cristianas en los siglos XIV y XVI, situados a una altitud de 910 m, al sudoeste de la población, sobre un cerro escarpado de la vertiente oeste de la Sierra de Aitana. De planta rectangular cerrado por un recinto de mampostería, presenta una torre en su parte más elevada y un aljibe en su interior. Declarado Bien de Interés Cultural (BIC).
- Iglesia parroquial, iglesia de la Asunción de Nuestra Señora, construida en 1790 con ensanchamientos entre 1802 y 1805 a instancias del arzobispo Joaquín Company y Soler, natural de Penáguila, bajo la dirección del arquitecto Antonio Cabrera. Se sustituía a otra más antigua del siglo XIV, de la que se encuentran restos en la zona del órgano, hoy destruido. De factura neoclásica, es de planta de cruz latina con tres naves con vueltas de cañón y cúpula sobre conchas en el transepto. Hay que destacar la capilla en que se venera Nuestra Señora del Patrocinio, patrona de Penàguila desde 1693. Según la tradición fue liberada del furor de los Turcos por Francisco Fenollar, natural de Penáguila, capitán de los reales ejércitos del Señor Felipe IV Rey de las Españas, y llevada desde Nápoles a Penàguila para su veneración el 15 de mayo de 1644, día de la San Isidro labrador.[7]
- Restos de la muralla, puerta medieval y Torre Vernet, como consecuencia de la carta puebla del 1278, les nuevos colonos del pueblo estaban obligados a construirse casas dentro un recinto amurallado. Las murallas, de las que queda alguna cerradura, restos de torres y portales visibles, responden a la arquitectura militar cristiana de finales del siglo XIII y principios del siglo XIV. El conjunto fortificado es de planta rectangular y orienta el eje principal de norte a sur. El interior se organiza en calles, la principal (calle Mayor) sigue esta orientación y de ella salen cinco más estrechos de oeste a este. La muralla no era igual en la vertiente de levante que en la de poniente. En la de levante (calle del Mar) aprovecharan el corte del barranco del Anadrac y solos levantaréis lienzo de muro y al nordeste la torre renombrada Vernet (queda un fragmento). En la vertiente de poniente (calle de la Virgen del Patrocinio) la muralla era imponente: alternaban lienzos y torres de planta cuadrada, aunque todo ha quedado desdibujado y absorbido por las casas, por dentro las cuales se encuentran los restos (visibles desde la calle). Una de estas cubría el principal acceso al pueblo, el Portalet, por donde sigue accediéndose al corralón medieval.
- Ermita de San Roque y Ermita del Calvario o de los Santos Patrones (Santos Abdón y Senén y Nuestra Señora del Patrocinio), otros vestigios medievales, donde aún se pueden reconocer los elementos característicos del gótico valenciano.
- Molino de Pere Joan, también de estilo gótico valenciano, situado junto en el río de Penàguila en el camino que va a Benasau.
- Casa de los Fenollar y Casa de los Moncada, la primera de los señores de Benillup y Alcolecha, convertida en Casa cuartel de la Guardia Civil al final del siglo XIX; la secunda de los señores de Guadalest.
- Museo Etnológico, en un edificio completamente restaurado, se puede ver el proceso de obtención del aceite de aceituna tal y como se hacía hace casi cien años, en este museo podemos encontrar tal y como eran las máquinas de aquellos tiempos (las muelas, la batidora, las prensas y los esportins y las bassetes de decantación, donde se separaba el agua del aceite).
- Riuet o Fuente Mayor, monumental fuente construida el 1857, a un centenar de metros del pozo de la Fuente Mayor. Consta de 28 cañones de agua, más una boca y un sobreixidor, que derraman y llenan un lavador. Sin embargo, solo cuando el agua sale cavallera, los xorros del Riuet sacan. En años de sequía, que son los más, el Riuet lleva poca agua o está seco.
- Jardín de Santos, fue hecho durante la segunda mitad del siglo XIX por Joaquín Rico y Soler, terrateniente del pueblo y hombre culto, con grandes conocimientos botánicos y amigo del pintor Cabrera, en una finca rústica que poseía esta familia ya desde finales del siglo XVIII, finca que recibe el nombre de Santos. Municipal desde 1987, se trata de un precioso jardín botánico con especies valiosas como tejos, cedros del Líbano, pinos pinsapo o magnolis, en el cual, entre parterres y miradores, se encuentran un laberinto y un estanque.
- Ruta Fitoclimática, en el barranco de Aladrach, magnífico instrumento de interpretación ambiental para conocer los efectos del cambio climático sobre la vegetación.
- Safari Aitana, abrió sus puertas en 1975 en la finca El Sirer y es en la actualidad es el único safari de la Comunidad Valenciana que se visita en coche.

## Fiestas
- Fiestas Patronales, se celebran a partir del 19 de agosto en honor de Nuestra Señora del Patrocinio. Entre los diferentes actos, tienen especial importancia, la girà de la Virgen del Patrocinio, los actos lúdicos culturales desarrollados dentro de la semana de la huità, la entrada de moros y cristianos, las verbenas y el día de las paellas.